# Hexakosioihexekontahexafobie

666 în greacă

Hexakosioihexekontahexafobia  (literal, „frica de numărul șasesute șaizeci și șase” în lb. greacă) este frica care își are originea în versetul biblic 13:18 din Cartea Apocalipsei, care spune că 666 este „numărul bestiei”, fiind asociat cu Satana sau cu Antihristul.